# Begonia cardiocarpa
Espèce
Synonymes
- Begonia bakeri C.DC.[1]
- Gireoudia cardiocarpa (Liebm.) Klotzsch[1]

Begonia cardiocarpa est une espèce de plantes de la famille des Begoniaceae. Ce bégonia est originaire d'Amérique centrale. L'espèce fait partie de la section Gireoudia. Elle a été décrite en 1852 par Frederik Michael Liebmann (1813-1856).

## Répartition géographique
Cette espèce est originaire des pays suivants : Costa Rica ; Honduras ; Nicaragua.